# Desvres
Desvres és un municipi francès situat al departament del Pas de Calais i a la regió dels Alts de França. L'any 2007 tenia 5.095 habitants.

## Demografia

### Població
El 2007 la població de fet de Desvres era de 5.095 persones. Hi havia 2.009 famílies de les quals 619 eren unipersonals (217 homes vivint sols i 402 dones vivint soles), 567 parelles sense fills, 606 parelles amb fills i 217 famílies monoparentals amb fills.
La població ha evolucionat segons el següent gràfic:
Habitants censats

### Habitatges
El 2007 hi havia 2.228 habitatges, 2.052 eren l'habitatge principal de la família, 20 eren segones residències i 157 estaven desocupats. 1.916 eren cases i 309 eren apartaments. Dels 2.052 habitatges principals, 1.181 estaven ocupats pels seus propietaris, 841 estaven llogats i ocupats pels llogaters i 31 estaven cedits a títol gratuït; 8 tenien una cambra, 100 en tenien dues, 258 en tenien tres, 587 en tenien quatre i 1.099 en tenien cinc o més. 1.064 habitatges disposaven pel capbaix d'una plaça de pàrquing. A 975 habitatges hi havia un automòbil i a 584 n'hi havia dos o més.

### Piràmide de població
La piràmide de població per edats i sexe el 2009 era:
| Homes | Edats   | Dones |
| ----- | ------- | ----- |
| 4     | 95 o +  | 20    |
| 0     | 90 a 94 | 8     |
| 40    | 85 a 89 | 48    |
| 20    | 80 a 84 | 84    |
| 88    | 75 a 79 | 180   |
| 108   | 70 a 74 | 152   |
| 140   | 65 a 69 | 180   |
| 116   | 60 a 64 | 100   |
| 88    | 55 a 59 | 104   |
| 168   | 50 a 54 | 164   |
| 232   | 45 a 49 | 148   |
| 160   | 40 a 44 | 164   |
| 124   | 35 a 39 | 172   |
| 204   | 30 a 34 | 196   |
| 188   | 25 a 29 | 172   |
| 140   | 20 a 24 | 188   |
| 176   | 15 a 19 | 168   |
| 208   | 10 a 14 | 120   |
| 184   | 5 a 9   | 148   |
| 172   | 0 a 4   | 112   |

## Economia
El 2007 la població en edat de treballar era de 3.093 persones, 2.046 eren actives i 1.047 eren inactives. De les 2.046 persones actives 1.674 estaven ocupades (982 homes i 692 dones) i 372 estaven aturades (161 homes i 211 dones). De les 1.047 persones inactives 347 estaven jubilades, 257 estaven estudiant i 443 estaven classificades com a «altres inactius».

### Ingressos
El 2009 a Desvres hi havia 2.033 unitats fiscals que integraven 4.994 persones, la mediana anual d'ingressos fiscals per persona era de 13.363 €.

### Activitats econòmiques
Dels 284 establiments que hi havia el 2007, 4 eren d'empreses extractives, 6 d'empreses alimentàries, 19 d'empreses de fabricació d'altres productes industrials, 24 d'empreses de construcció, 73 d'empreses de comerç i reparació d'automòbils, 6 d'empreses de transport, 23 d'empreses d'hostatgeria i restauració, 2 d'empreses d'informació i comunicació, 15 d'empreses financeres, 10 d'empreses immobiliàries, 25 d'empreses de serveis, 53 d'entitats de l'administració pública i 24 d'empreses classificades com a «altres activitats de serveis».
Dels 76 establiments de servei als particulars que hi havia el 2009, 1 era una oficina d'administració d'Hisenda pública, 1 gendarmeria, 1 oficina de correu, 5 oficines bancàries, 1 funerària, 8 tallers de reparació d'automòbils i de material agrícola, 1 taller d'inspecció tècnica de vehicles, 4 autoescoles, 4 paletes, 7 guixaires pintors, 2 fusteries, 3 lampisteries, 5 electricistes, 1 empresa de construcció, 9 perruqueries, 5 veterinaris, 11 restaurants, 4 agències immobiliàries, 1 tintoreria i 2 salons de bellesa.
Dels 36 establiments comercials que hi havia el 2009, 2 eren supermercats, 1 una botiga de més de 120 m², 5 fleques, 3 carnisseries, 2 llibreries, 8 botigues de roba, 2 sabateries, 1 una sabateria, 2 botigues de mobles, 2 botigues de material esportiu, 1 una botiga de material esportiu, 1 una botiga de material de revestiment de parets i terra, 1 un drogueria i 5 floristeries.
L'any 2000 a Desvres hi havia 9 explotacions agrícoles que ocupaven un total de 219 hectàrees.

## Equipaments sanitaris i escolars
El 2009 hi havia 1 centre de salut, 3 farmàcies i 1 ambulància.
El 2009 hi havia 1 escola maternal i 3 escoles elementals. Desvres disposava de 2 col·legis d'educació secundària amb 820 alumnes.

## Poblacions més properes
El següent diagrama mostra les poblacions més properes.